# Угрюмов, Спартак Васильевич
Спартак Васильевич Угрюмов (22 июля 1924 — 10 августа 1982) — старший лейтенант Советской Армии, участник Великой Отечественной войны, Герой Советского Союза (1945).

## Биография
Спартак Угрюмов родился 22 июля 1924 года в деревне Паленьга Верхнетоемского района Северо-Двинской губернии (ныне Архангельской области). Окончил девять классов школы. В 1942 году Угрюмов был призван на службу в Рабоче-крестьянскую Красную Армию. В 1943 году он окончил пехотное училище. С августа того же года — на фронтах Великой Отечественной войны. В боях был ранен.
В июне 1944 года лейтенант Спартак Угрюмов командовал стрелковым взводом 973-го стрелкового полка 270-й стрелковой дивизии 6-й гвардейской армии 1-го Прибалтийского фронта. Отличился во время освобождения Витебской области Белорусской ССР. 26 июня 1944 года взвод Угрюмова переправился через Западную Двину в районе деревни Ерашово Шумилинского района и принял активное участие в боях за захват и удержание плацдарма на её западном берегу, продержавшись до переправы основных сил.
Указом Президиума Верховного Совета СССР от 24 марта 1945 года за «мужество и героизм, проявленные при форсировании Западной Двины», лейтенант Спартак Угрюмов был удостоен высокого звания Героя Советского Союза с вручением ордена Ленина и медали «Золотая Звезда» за номером 8909.
В 1947 году в звании старшего лейтенанта Угрюмов был уволен в запас. Проживал и работал в селе Верхняя Тойма. В 1950 году окончил совпартшколу. Умер 10 августа 1982 года.
Был также награждён рядом медалей.
В честь Угрюмова названа улица в Верхней Тойме.